# Hans Steinbichler
 (juin 2019).
Hans Sebastian Steinbichler (né le 1er novembre 1966 à Soleure) est un réalisateur et scénariste allemand.

## Biographie
Hans Steinbichler grandit à Kothöd en Haute-Bavière. Il termine l'école secondaire au lycée Ludwig-Thoma-Gymnasium de Prien am Chiemsee. Après avoir quitté des études de droit à l'université de Passau, en 1995, il commence à étudier à la Hochschule für Fernsehen und Film München jusqu'en 2003.
En 2003, Steinbichler remporte avec son premier long métrage Hierankl (dont il a aussi écrit le scénario) un Förderpreis Neues Deutsches Kino et le prix Adolf-Grimme pour le scénario et la réalisation.
Son film Le Voyage d'hiver est nommé plusieurs fois au Deutscher Filmpreis 2007, Josef Bierbichler remporte le prix dans la catégorie « Meilleur Acteur ». Pour son film La Deuxième femme (2007), il reçoit le prix Adolf-Grimme.
Autistic Disco remporte le Förderpreis Deutscher Film 2007 au Festival du film de Munich, dans la catégorie scénario (Melanie Rohde) et drame (Nina Mohr, Samia Muriel Chancrin et Ulrich Rechenbach). Pour les épisodes de la série Deutschland 09, sur la situation en Allemagne à l'automne 2008, Steinbichler dirige la section Fraktur. En 2011 Steinbichler reçoit, pour son mélodrame Le Bleu du ciel le Bayerischen Filmpreis.
De janvier 2013 à décembre 2014, il est professeur de réalisation pour le cinéma, la télévision et les nouveaux médias à l'IFS de Cologne (école internationale de cinéma).

## Filmographie
- 1996 : Abstieg (scénariste et réalisateur)
- 1999 : Verspiegelte Zeit – Erinnerungen an Angelika Schrobsdorff (scénariste et réalisateur)
- 2000 : Die Germaniker – Römisch-Deutsche Karrieren (scénariste et réalisateur)
- 2003 : Der Moralist – Vittorio Hösle entdeckt Amerika (scénariste et réalisateur)
- 2003 : Inseln im Chiemsee (scénariste et réalisateur)
- 2003 : Hierankl (scénariste et réalisateur)
- 2006 : Mord unterm Kreuz (réalisateur)
- 2006 : Le Voyage d'hiver (scénariste et réalisateur)
- 2007 : Autistic Disco (réalisateur)
- 2008 : La Deuxième femme (réalisateur)
- 2009 : Fraktur (court métrage sur le projet Fragments d'Allemagne)
- 2011 : Le Bleu du ciel (réalisateur)
- 2011 : Polizeiruf 110 – Denn sie wissen nicht, was sie tun (réalisateur)
- 2012 : Polizeiruf 110 – Schuld (réalisateur)
- 2013 : Hattinger und die kalte Hand – Ein Chiemseekrimi (réalisateur)
- 2014 : Landauer – Der Präsident (réalisateur)
- 2015 : Das Dorf des Schweigens (réalisateur)
- 2016 : Das Tagebuch der Anne Frank (réalisateur)
- 2016 : Eine unerhörte Frau (réalisateur)
- 2017 : Le Procès de l'innocence (réalisateur)
- 2018 : L'Homme qui n'existait plus (réalisateur)
- 2019 : Walpurgisnacht (réalisateur)